# Модзалевський Борис Львович
Бори́с Модзале́вський (20 квітня 1874, Тифліс — 3 квітня 1928, Санкт-Петербург) — генеолог українського походження, історик московської літератури. Засновник Пушкінського Дому. Брат українського генеалогічного дослідника Вадима Модзалевського.

## Біографія

### Юність ученого
Борис Модзалевський народився в родині відомого педагога, директора Тифліської жіночої гімназії, Льва Модзалевського. У 1884 родина переїхала до Петербурга і Борис Модзалевський почав навчатися у 2-й Петербурзькій гімназії, яку закінчив у 1893. У 1894 вступив до Санкт-Петербурзького університету, спершу на історико-філологічний факультет, відтак, після конфлікту з його керівництвом, на юридичний факультет, який закінчив у 1898 з дипломом першого ступеня.
Одразу ж після завершення навчання Модзалевський потрапив у розпорядження Канцелярії установ імператриці Марії Федорівни; відтак, будучи чиновником Державної Канцелярії, він був направлений у Архів Державної ради. Навесні наступного 1899 року Модзалевському було запропоноване місце молодшого писаря Канцелярії Конференції Імператорської Академії наук. З цієї миті все його подальше життя було тісно пов'язане з російською академічною науковою діяльністю.

### Модзалевський— засновник Пушкінського Дому

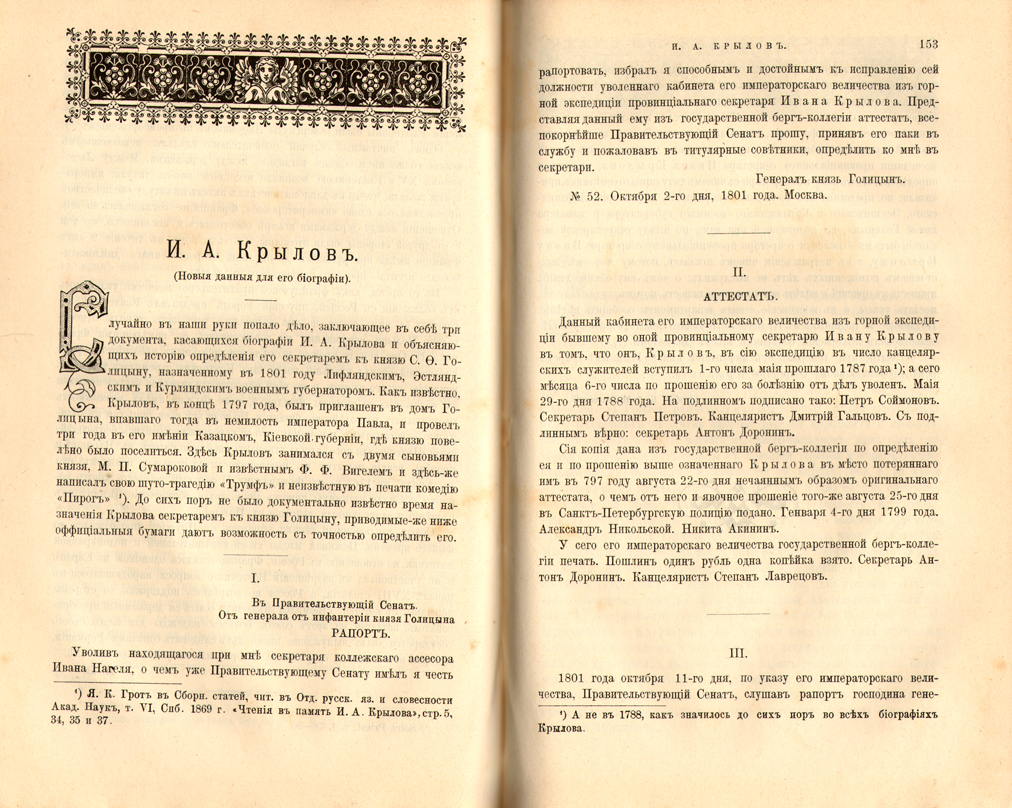
Борис Модзалевський почав публікуватися ще у студентські роки. «Русская старина», 1898, січень.

Комісія мала на меті здійснити задум з організації єдиного сховища рукописів, листів, книг, малюнків, портретів Пушкіна при Академії наук. З 1900 починається підготовка створення «Дому Пушкіна». Академія наук доручає Модзалевському вести перемовини з наступниками поета про придбання пушкінської бібліотеки. У вересні 1900 Борис Модзалевський перевозить її з села Івановське Бронницького повіту Московської губернії (садиба Олександра Пушкіна, онука поета) до Петербургу, в Академію наук. Формально бібліотека придбана Академією лише у 1906 після створення Пушкінського Дому. Модзалевський склав детальний опис бібліотеки, опублікований у 1910.
У червні 1902 Академія відряджає Модзалевського у село Тригорське Псковської губернії з метою вивчення бібліотеки Осипових-Вульф. Бібліотека була передана до Пушкінського Дому в 1914. Матеріали цього наукового відрядження увійшли до першого випуску нового серійного академічного видання «Пушкін і його сучасники: Матеріали і дослідження». Борис Модзалевський був ініціатором і редактором цього видання, до якого увійшли тридцять сім випусків з 1903 по 1928 рр. У 1902 Модзалевський був призначений також уповноваженим у справах академічної Комісії з видання творів О. Пушкіна, у 1925—1928 рр. він був головою цієї Комісії.
Будучи одним із засновників Пушкінського Дому, він сформував його основний фонд. Нова наукова установа почала своє існування наприкінці 1905. У 1906 урядом були виділені спеціальні засоби для набуття пушкінської бібліотеки, а 14 лютого 1907 імператором Миколою II було затверджене «Положення про Пушкінський Дім». Проект положення був складений Борисом Модзалевським за участі уповноваженого у справах Комісії з будівництва пам'ятника Пушкіну і чиновника особливих доручень при імператорській Академії наук (ІАН) В. Ришкова.
Наступне відрядження Модзалевського від Академії наук було до Парижу: у 1908 році Борис вирушає туди для опису рукописів Пушкіна, що входили до складу музею-квартири відомого колекціонера-пушкініста А. Онегіна, що мешкав у Франції. Модзалевським був складений опис онегінських автографів Пушкіна. У 1909 з Онегіним був складений договір, згідно якого його колекція після смерті повинна була перейти у власність Російської Академії наук. Як і в попередніх випадках, результати відрядження вченого були детально висвітлені у його звіті «Опис рукописів Пушкіна, що перебувають у Музеї А. Онегіна в Парижі».
Олександр Онегін помер у 1925, і, згідно із заповітом, після нетривалих дипломатичних негараздів його колекція прибула до Ленінграда в 1927—1928 рр.

### Внутрішньоакадемічна діяльність

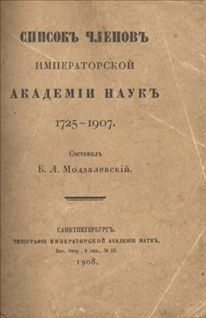
«Список членів Імператорської Академії наук, 1725—1907» (СПб., 1908).

З ініціативи Сергія Ольденбурга, незмінного секретаря Академії наук, у вересні 1907 Модзалевського запросили дослідити Архів Конференції Академії наук XVIII–XIX ст. Модзалевський починає систематизацію і узагальнення рукописних матеріалів академічного архіву, та в кінцевому підсумку випускає «Список членів Імператорської Академії наук, 1725—1907» (СПб., 1908). З 1909 року Модзалевський складався членом академічної «Комісії Розряду изящной словесности» по накладу серії «Академічна бібліотека #руський письменників». З 1912 по 1919 рік Модзалевський зайняв новостворену для нього посаду завідувача Архівом Конференції.
У 1918 році обраний членом-кореспондентом Російської академії наук у відділ російської мови та словесності, ініціатори його висунення — академіки Олексій Шахматов і Нестор Котляревський. З 1919, після того, як, згідно з постановою Конференції Російської академії наук, Пушкінський Дім став штатною академічною установою, Модзалевський зайняв посаду старшого наукового хранителя Пушкінського Дому Академії наук. На період відсутності Нестора Котляревського (з жовтня 1922 по 1924 рр.) виконував посаду директора Пушкінського Дому.
За час його керівництва співробітниками Пушкінського Дому було зібрано біля двох мільйонів одиниць рукописів російських письменників, науковців і громадських діячів. Сам Модзалевський особисто зібрав біля 25 тисяч рукописів, з них понад 400 автографів — пушкінські. Окрім цього, Модзалевський був організатором і головним редактором усіх без винятку випусків «Трудов Пушкинского Дома», координатором усієї наукової роботи Пушкінського Дому.

### Особисте життя
Борис Модзалевський був скромною людиною, не що не мала гострої потреби в публічній діяльності. З цієї причини він не займався викладацькою діяльністю, уникав виступів. Його цілком влаштовувало положення кабінетного науковця.
Його кабінет розташовувався у мансарді Академії наук на Університетській набережній. За сімейними спогадами онука науковця — Н. Модзалевського, Борис безупинно працював, оточений величезною кількістю рукописів, книжок, картин. До політичних подій Модзалевський був цілком байдужим, лише Перша світова війна викликала у нього тривогу за своїх дітей. До подій 1917–1918 років Борис Модзалевський ставився «спокійно-іронічно».
У 1924 вчений був заарештований органами ОГПУ за доносом вахтера І. Філіпова та співробітника Орлеанського, які безпідставно звинувачували його у злочинних махінаціях державними коштами і державним майном Пушкінського Дому. П'ять днів його тримали у в'язниці Хрести, доки за наполяганням наукової громадськості не був відпущений на волю.
З 1913 по 1928 рік Модзалевський жив у «Домі академіків» — набережна Лейтенанта Шмідта, був. 1. Помер навесні 1928, не доживши до 54 років. Похований на Смоленському православному кладовищі у Санкт-Петербурзі.

##### Родина
- Перша дружина — Катерина Решоткіна (1873—1938/41). Офіційно шлюб розпався у 1919, фактично розлучилися за 10 років до цього.
  - Донька Олександра (1899—1971), з 1927 одружена з Олексієм Брюном, працювала бухгалтером
  - Донька Олена (1901—1906)
  - Син Лев
  - Син Вадим (1907—1941) працював механіком, загинув під час робіт на Ладозькому озері.

Син Бориса Модзалевського продовжив батьківську справу: Лев Модзалевський став архівістом, пушкіністом і коментатором листів Олександра Пушкина.
- Друга жінка (з 1910) — Варвара, уроджена Гувеніус, у першому шлюбі Висковатова (1871—1937)

## Друковані праці та біобібліографія

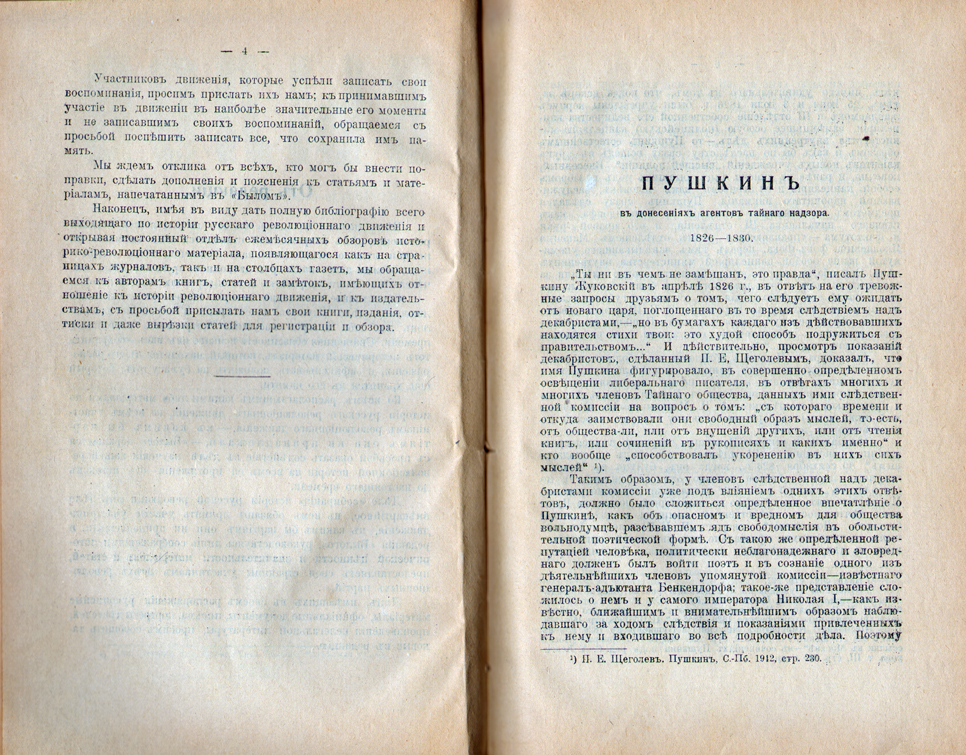
По гарячих слідах після пожежі у III Відділку з'явиласz стаття у журналі «Былое», 1918, січень.

Перші статті молодого науковця з'явилися ще у 1896. Свої історико-літературознавчі роботи Модзалевський публікував у «Русской старине», «Русском архиве», «Литературном вестнике», «Историческом вестнике», журналах «Былое», «Минувшие годы», «Известиях Отделения русского языка и словесности», «Известиях Императорской Академии Наук» та ін. Борис був співробітником «Нового енциклопедичного словника».
Серед його крупних робіт «И. Е. Великопольский», («Русская старина», 1903); «Родословная разведки» Н. Н. Кашкина (1912); «Переписка Л. Н. Толстого с Н. Н. Страховым» (1914).
Найбільше значення в науковій спадщині Модзалевського мають підготовлені ним коментовані видання архівних матеріалів. Під редакцією і з примітками Модзалевського вийшли: «Архив Раевских» (4 т., 1908—1912); «Архив декабриста З. Г. Волконского», спільно з Сергієм Волконським (т. 1, 1918); «Роман декабриста Каховского», СПб., 1926; А. П. Керн, [СПб.]; Спільно з А. Сіверсом підготував до публікації фундаментальне довідкове видання «Абетки декабристів» (1925).
Але головне місце у своїй роботі вчений надавав вивченню життя і творчості Пушкіна: «Поездка в село Тригорское» (1903), статті про генеалогію Пушкіна у Збірці творів поета під редакцією Семена Венгерова. Головна його заслуга — цілеспрямовані пошуки і публікація літературних та історичних документів з цінними коментарями. З цією метою ним була складена картотека personalia діячів російської культури XVIII–XX ст., яка нині зберігається у Пушкінському Домі (всього приблизно 300 000 карток).
Він брав участь в академічному виданні листування Пушкіна: «Письма Пушкина» (2 томи, СПб., 1926—1928); робота над третім томом була обірвана його смертю. Коментарі Модзалевського до пушкінських листів стали своєрідною енциклопедією пушкінської епохи; «Дневник Пушкина» (П., 1923) вийшов також з його коментарями. Уже після його смерті опублікована збірка статей «Пушкин» (СПб., 1929). Ще одне видання «Пушкин. Письма» (МА.; СПб., 1926—1928. Т. 1—2; т. III, 1935 рік, — було підготовлене сином, за матеріалами батька). Всі ці роботи характеризують широту ерудиції, ретельність історико-літературних і біографічних коментарів.

## Заслуги Бориса Модзалевського

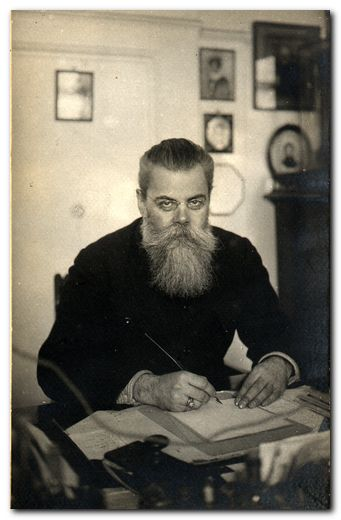
Борис Модзалевський у мансарді Академії наук.

Борис Модзалевський був членом комісії з будівництва пам'ятника Пушкіну в Петербурзі. За свої заслуги у 1912, науковець був нагороджений орденом святої Анни 2-го ступеня.
Всього ним було опубліковано 652 історико-біографічні і філологічні роботи. З цієї загальної кількості понад 90 книг і статей відносяться до окремих питань біографії, творчості та історіографії Олександра Пушкіна.
Протягом всього свого життя Борис Модзалевський збирав бібліотеку, зяка нині є зразковим науковим сховищем, що містить у собі всі найважливіші довідкові видання, строго підібрані, нерідко у найрідкісніших екземплярах. На момент смерті Б. Модзалевського вона налічувала сто п'ятдесят тисяч томів, куди увійшла особиста бібліотека Олександра Пушкіна з 4 тисяч томів. У рік смерті Модзалевського з його сімейної бібліотеки у бібліотеку Пушкінського Дому надійшло книжкове зібрання з 8 тисяч томів.
Наукові заслуги Модзалевського відзначені багатьма науковими установами: він був обраний дійсним членом Російського бібліологічного товариства (1899); почесним членом Псковської, Вітебської, Владімірської, Вятської, Рязанської, Таврійської, Тульської, і Петроградської Губернських наукових архівних комісій. З 1905 він був членом Історико-родовідного товариства у Москві; з 1907 — членом-співробітником Російського генеалогічного товариства; з 1908 — членом-кореспондентом імператорського Московського археологічного товариства; у цьому ж році він став членом-співробітником Пушкінського ліцейського (музейного) товариства. У 1912 — дійсний член імператорського Російського історичного товариства. У 1919 обраний членом Товариства взаємодопомоги літераторів і науковців; у 1926 обраний членом правління Товариства друзів державного заповідника «Пушкинский Уголок»; того ж року обраний заступником голови правління Товариства друзів Пушкінського заповідника; у 1928 науковець отримав звання почесного члена Санкт-Петербурзької секції з вивчення декабристів при Санкт-Петербурзькому відділення Товариства політкаторжників; був членом Товариства любителів історії; також обраний членом фундатором і членом Ради Спілки російських архівних діячів.
К заслуг Модзалевського слід віднести і спасіння Архіву III Відділення Власної Його Імператорської Величності канцелярії від пожежі навесні 1917. Результатом роботи науковця з цим архівом стала праця «Пушкин в донесениях агентов тайного надзора», «Былое», 1918.
На думку більшості сучасних наукових джерел, Модзалевський — найбільший і найавторитетніший знавець і дослідник творчості Олександра Пушкіна. Його праці відрізняються вичерпною точністю і безумовною повнотою свідчень.